# Jettingen-Scheppach

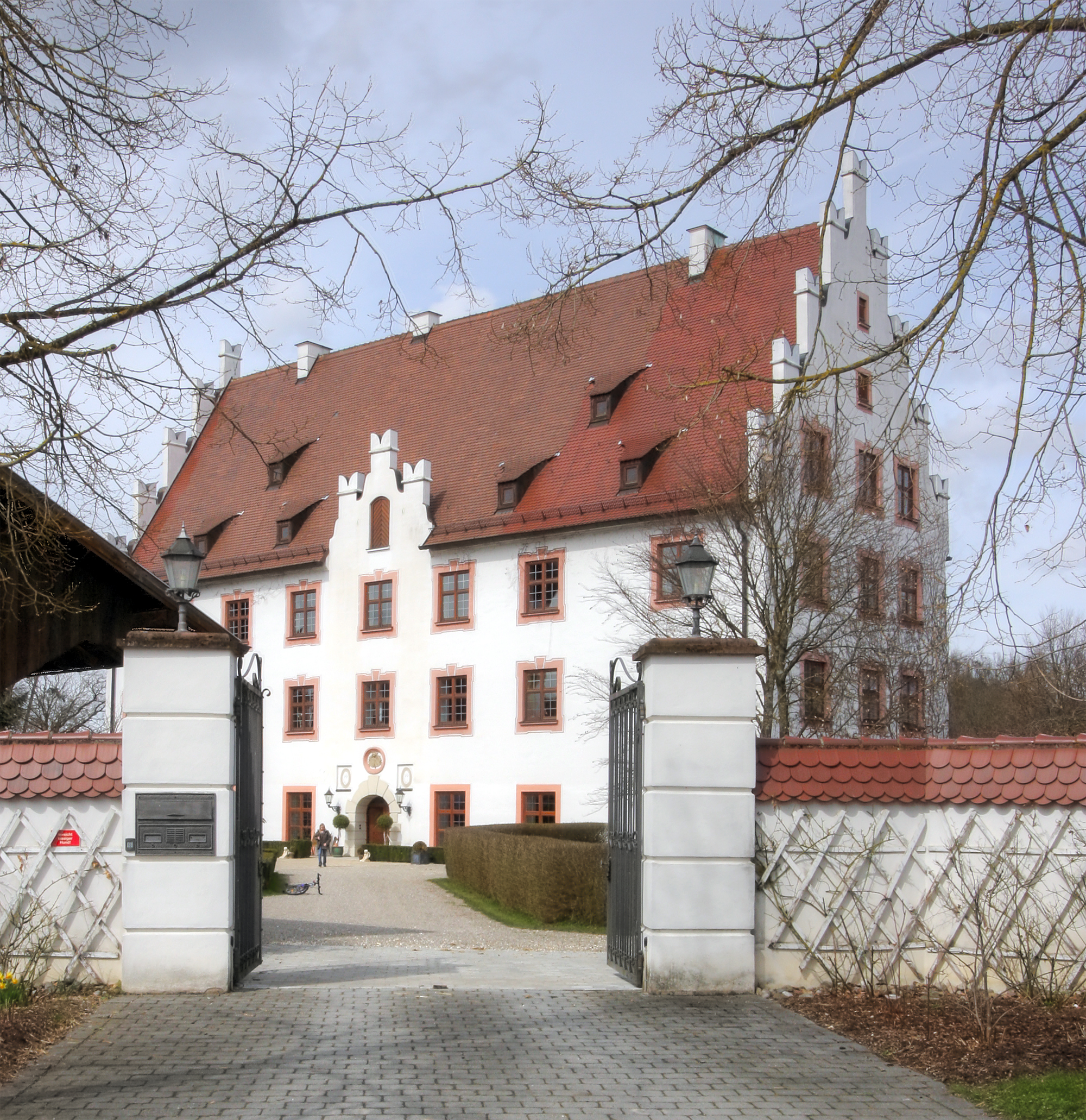
Jettingen-Scheppach

Jettingen-Scheppach este o comună-târg din districtul Günzburg, regiunea administrativă Schwaben, landul Bavaria, Germania.